# Important Stories
iStories ou Important Stories (russe : Важные истории, Vajnye Istorii) est un site internet russe indépendant spécialisé dans le journalisme d'investigation. Le site a été fondé en 2020 par les journalistes russes Roman Anine et Olesya Shmagoun. iStories a publié un certain nombre d'enquêtes très médiatisées. Le bureau du site Web est situé en Lettonie.

## Histoire
iStories (le « i » signifie « important ») est lancé fin avril 2020. Ses fondateurs sont les journalistes russes Roman Anine et Olesya Shmagoun. Anine, Shmagoun et plusieurs autres journalistes de leur équipe avaient auparavant travaillé pour Novaïa Gazeta, un journal russe. 4 journalistes sur 10 chez iStories ont participé à une enquête sur les Panama Papers,,. iStories a été créé en réponse à la pression croissante du gouvernement russe sur les médias.
iStories a publié ses deux premières enquêtes avec la participation de Novaïa Gazeta. Il a enquêté sur la fourniture illégale de ventilateurs de mauvaise qualité, et de tests COVID-19, la production de masques chirurgicaux pendant la pandémie de COVID-19 en Russie, la violence domestique en Russie ; la gestion des déchets russes marché, la fille de Vladimir Poutine, Katerina Tikhonova, et son mari Kirill Chamalov,,, la persécution de l'homme politique russe Alexeï Navalny, les catastrophes liées aux marées noires en Russie et d'autres sujets. En novembre 2020, selon Global Investigative Journalism Network (en), iStories compte 13 employés.
Les journalistes d'iStories ont également participé aux enquêtes sur les FinCEN Files et les Pandora Papers,.
En 2021, iStories compte 15 employés. En février 2021, il publie un article qui raconte comment Rosneft, une compagnie pétrolière russe, a racheté une partie de la compagnie Pirelli. Après une plainte de Rosneft, le tribunal a ordonné au site Web de retirer l'article,. En mars 2021, le média a publié une enquête sur le directeur adjoint du Service fédéral de sécurité (FSB) russe, Sergueï Korolev, et ses liens avec des criminels russes,. En avril 2021, le FSB a perquisitionné les bureaux d'iStories et l'appartement de son rédacteur en chef, Roman Anine. Le raid était officiellement lié à une affaire pénale de 2016 pour violation de la vie privée. Après le raid, Anine est emmené au Comité d'enquête de Russie,,. En juillet 2021, l'activiste russe Alexander Ionov demande au gouvernement russe de désigner iStories comme « agent étranger ». Le 20 août 2021, le ministère de la Justice de la fédération de Russie désigne l'entité juridique d'iStories, fonds Istories, et ses journalistes Anine, Shmagoun, Alessia Marokhovskaïa, Roman Chleïnov (russe : Роман Шлейнов), Irina Dolinina (russe : Ирина Долинина), Dmitri Velikovski (russe : Дмитрий Великовский) en tant qu'« agent étranger »,. En 2021, iStories ferme ses opérations en Russie.
Début mars 2022, Roskomnadzor, une agence gouvernementale russe, bloque l'accès aux sites Web des médias russes indépendants Dojd, Écho de Moscou et d'autres pour leur couverture de l'invasion russe de l'Ukraine,. Le 3 mars 2022, iStories publie une lettre expliquant comment contourner le blocage par les autorités russes. Le 5 mars 2022, le ministère de la Justice de la fédération de Russie désigne le site internet comme une « organisation indésirable ». Cette désignation interdit les activités de l'organisation sur le territoire de la Russie et prévoit des sanctions pour quiconque soutient l'organisation.

## Organisme
iStories est une organisation à but non lucratif. Il est géré par un conseil d'administration. L'organisation s'est inspirée de ProPublica, une organisation de journalisme d'investigation à but non lucratif. Depuis mars 2022, la plupart des journalistes d'iStories sont basés en dehors de la Russie.
Le point de vente se concentre sur la collaboration avec les médias internationaux et régionaux. Selon Anine, l'objectif du site Web est de « parler des vrais héros qui ont changé le monde qui nous entoure pour le mieux — que ce soit un village, un quartier ou une ville — malgré la corruption et l'arbitraire de l'État ». En plus des enquêtes, iStories produit des tutoriels texte et vidéo pour les journalistes,,.